# Johan J. Jakobsen

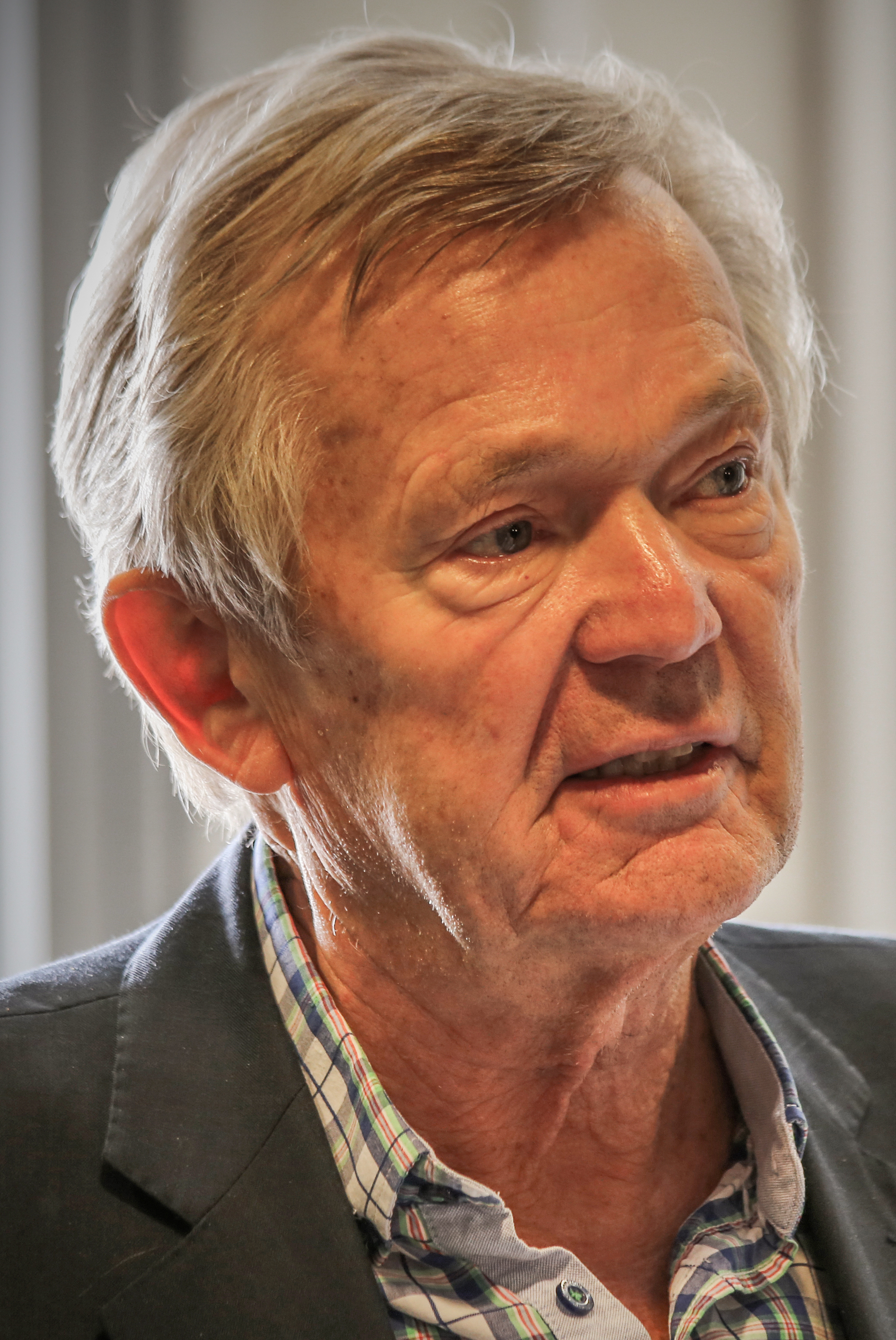
Johan J. Jakobsen, 2015

Johan Jakob Jakobsen (* 15. April 1937 in Namsos, Nord-Trøndelag; † 30. Juni 2018) war ein norwegischer Politiker der Senterpartiet (Sp), der unter anderem 28 Jahre lang Abgeordneter des Storting, mehrfach Minister sowie zwölf Jahre Vorsitzender der Senterpartiet war.

## Leben

### Berufliche Tätigkeiten und Kommunalpolitiker
Jakobsen, Sohn eines Provinzagronomen, trat nach dem Abitur 1956 in die Offiziersanwärterschule in Bergen ein und begann dann 1959 eine Ausbildung an der Landwirtschaftsschule in Jønsberg, ehe er von 1959 bis 1962 ein Studium an der Norwegischen Landwirtschaftshochschule in Ås absolvierte. Im Anschluss war er von 1962 bis 1972 Abteilungsleiter bei der Landwirtschaftskooperative Felleskjøpet in Namsos und bei A/L Namdal Kornsilo. Zugleich betrieb er von 1963 bis 1993 einen eigenen Bauernhof in Namsos und erwarb darüber hinaus 1971 ein Examen an der Handelsschule.
Mitte der 1960er Jahre begann er seine politische Laufbahn in der Kommunalpolitik und war von 1967 bis 1972 Mitglied des Gemeinderates von Namsos sowie zugleich zwischen 1971 und 1973 Mitglied des Rates des Fylke (Fylkesting) von Nord-Trøndelag. Darüber hinaus war er von 1967 bis 1969 Vizevorsitzender des Senterungdommen, des Jugendverbandes der Zentrumspartei, sowie Mitglied der Kommissionen zur Ausarbeitung der Parteiprogramme für die Wahlen 1969 und 1973.

### Storting-Abgeordneter, Fraktions- und Parteivorsitzender
Nachdem er von 1969 bis 1973 stellvertretendes Mitglied des Storting sowie zwischen 1972 und 1973 Politischer Sekretär im Verkehrsministerium war, wurde er 1973 erstmals für die Senterpartiet als Abgeordneter in das Storting gewählt und vertrat in diesem bis 2001 28 Jahre lang den Wahlkreis Nord-Trøndelag. Zu Beginn seiner Parlamentszugehörigkeit war er von Oktober 1973 bis September 1977 Sekretär des Odelsting, der damals noch bestehenden ersten Kammer des Parlaments.
Im Oktober 1977 wurde Jakobsen, der Vorsitzender der Kommission zur Ausarbeitung des Parteiprogramms für die Wahl 1977 war, als Nachfolger von Erland Steenberg erstmals Vorsitzender der Fraktion der Sp im Storting, und hatte diese Funktion bis zu seiner Ablösung durch Johan Buttedahl im Juni 1983 inne. Danach war er Mitglied des Fraktionsvorstands seiner Partei.
1979 wurde er zugleich als Nachfolger von Gunnar Stålsett Vorsitzender der Senterpartiet und übte diese Funktion zwölf Jahre lang bis 1991 aus.
Im Laufe seiner Abgeordnetentätigkeit war er Mitglied der Storting-Ausschüsse für Landwirtschaft (Landbrukskomité), für Auswärtige und Verfassungsangelegenheiten (Utenriks- og konstitusjonskomité), für Wahlen (Valgkomité), für Verteidigung (Forsvarskomité) sowie für Arbeitsplanung (Arbeidsordningskomité). Darüber hinaus war er zwischen Januar 1978 und September 2001 auch Delegierter beim Nordischen Rat sowie zuletzt von November 1997 bis September 2001 Mitglied der Delegation des Storting für Beziehungen zum Europäischen Parlament.

### Minister und Funktionen in der Privatwirtschaft
Am 8. Juni 1983 wurde er von Ministerpräsident Kåre Willoch im Rahmen einer Kabinettsumbildung zum Verkehrsminister in dessen Regierung berufen und gehörte dieser bis zum Ende von Willochs Amtszeit am 9. Mai 1986 an. Während dieser Zeit war er auch Mitglied des Verteidigungsrates.
Im April 1991 folgte er Anne Enger Lahnstein im Amt des Vorsitzenden der SP-Fraktion im Storting und hatte diese Funktion nunmehr bis zu seiner Ablösung durch Odd Roger Enoksen im März 2000 inne. Anne Enger Lahnstein wurde stattdessen seine Nachfolgerin als Parteivorsitzende.
Am 16. Oktober 1989 wurde er von Ministerpräsident Jan P. Syse zum Minister für Kommunales und Arbeit in dessen Regierung berufen, einer aus Høyre, Kristelig Folkeparti und Senterpartiet gebildeten Minderheitsregierung. In dieser war er nach einer Neuausrichtung der Ressorts zuletzt vom 1. Januar 1990 bis zum Ende von Syses Amtszeit am 3. November 1990 Kommunalminister.
Nach seinem Ausscheiden aus dem Parlament 2001 übernahm Jakobsen zahlreiche Positionen in Unternehmen der Privatwirtschaft, aber auch in gesellschaftlichen und sozialen Institutionen. Zum einen war er seit 2001 Vorstandsmitglied der Stiftung für schwedisch-norwegische Zusammenarbeit (Svensk-norske Samarbeidsfond) sowie der Norwegischen Veterinärhochschule und war zwischen 2000 und 2007 Vorstandsmitglied von Falstadsenteret, des norwegischen Zentrums für Menschenrechte in Ekne sowie von 2001 bis 2002 Berater der Phytochem Holding ASA. Ferner war er von 2004 bis 2007 Vorstandsmitglied des Regionalmuseums von Namdalen und ab 2006 Berater des Norwegischen Instituts für strategische Studien (Norsk institutt for strategiske studier).

## Veröffentlichungen
- Mot Strømmen, Gyldendal, Oslo 2000
- Muntre minner fra ting og torg, Gyldendal, Oslo 2001
- Makten og æren : en biografi om Nils Trældal, Gyldendal, Oslo 2005